# Colin Burgess
Colin Doggie Burgess (Sydney, 16 november 1946 – december 2023) was de eerste drummer van de Australische hardrockband AC/DC. De andere leden van AC/DC waren op dat moment: Angus Young (leadgitarist), Malcolm Young (rhythmgitarist), Dave Evans (leadzanger) en Larry Van Kriedt (basgitarist). Colin is afkomstig uit Australië en voordat hij bij AC/DC speelde, was hij van 1968 tot 1972 de drummer van The Masters Apprentices.
Colin Burgess werd ontslagen tijdens het legendarische concert op nieuwjaarsavond 1973 in Chequers (Sydney). Colin was namelijk niet in staat om te spelen door overmatig alcoholgebruik. George Young, de oudere broer van Angus en Malcolm, viel tijdens dat concert in op de drums en Colin werd door Malcolm direct weggestuurd. Een andere verklaring voor het ontslag van Colin beweert dat Colin zelf de band verliet. Hij zou, als oprichter van de band, het niet eens zijn met Malcolm Young om Angus Young als leadgitarist aan te nemen. Door deze onenigheid ging Colin weg, een besluit waar hij zeker spijt van heeft gehad.
Voor een lange tijd was er geen vaste vervanger van Colin Burgess maar uiteindelijk werd Phil Rudd in februari 1975 de nieuwe drummer. Doordat Phil Rudd zijn duim brak tijdens een gevecht in Melbourne in september 1974, verving Colin hem voor een paar weken.
Samen met zijn broer Denny (Dennis) begon Colin Burgess in de jaren zeventig een band His Majesty. Deze band kreeg de naam Good Time Charlie toen er een nieuwe leadgitarist bij de groep kwam. Good Time Charlie speelde concerten in Zuidoost-Azië en maakte samen met producer John Robinson het album Adults Only.
Sinds 1998 is Colin Burgess opgenomen in ARIA Hall Of Fame samen met zijn collega's van The Masters Apprentices. Op dit moment speelt Colin samen met zijn broer in The Burgess Brothers Band.
Burgess overleed op 77-jarige leeftijd in december 2023.